# Wildenburg (Bürvenich)

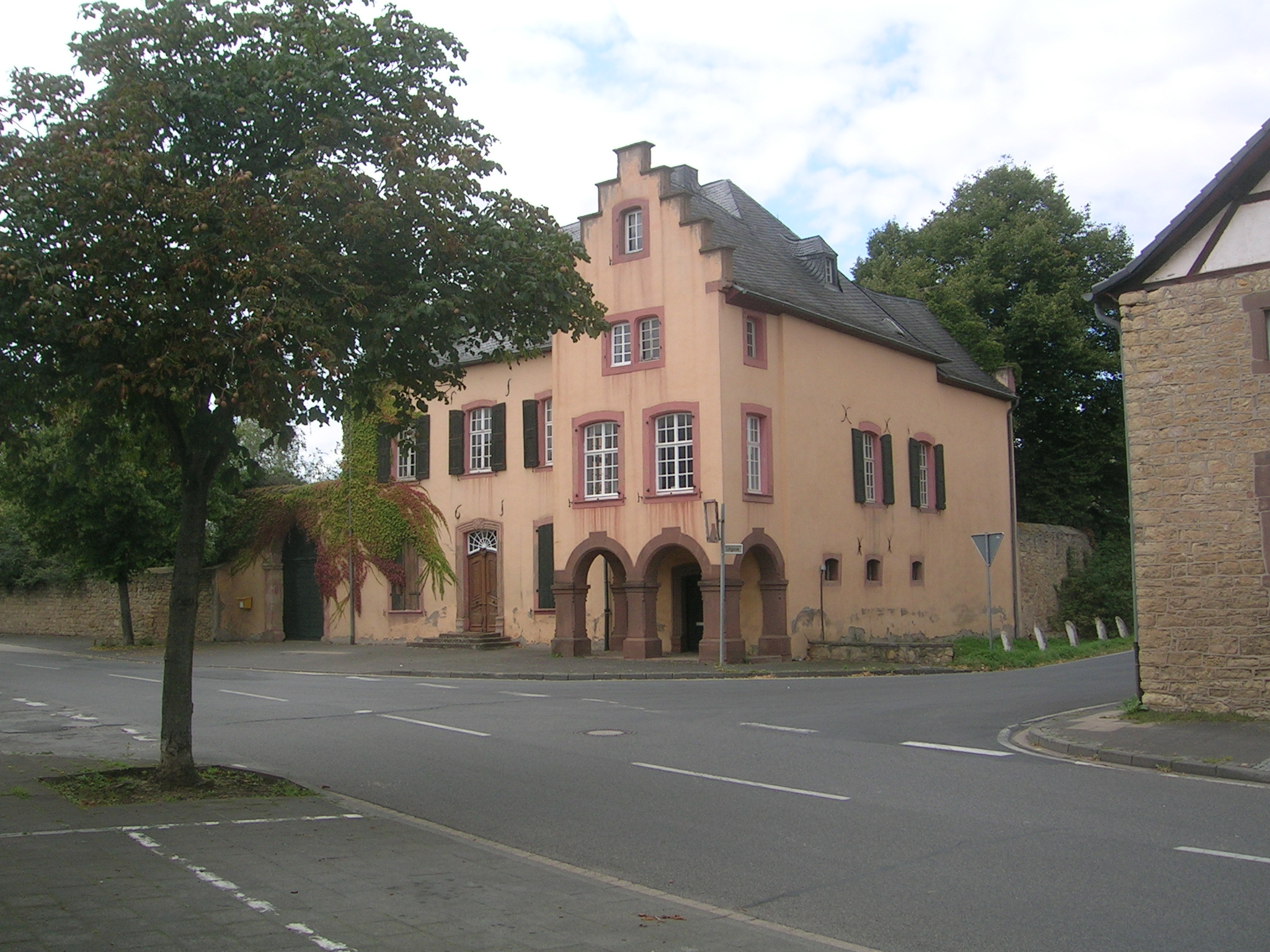
Heutige Ansicht

Die Wildenburg ist ein ehemals herzoglich-jülichsches Amtshaus in Bürvenich, einem Stadtteil von Zülpich, Kreis Euskirchen, Nordrhein-Westfalen.

## Geschichte

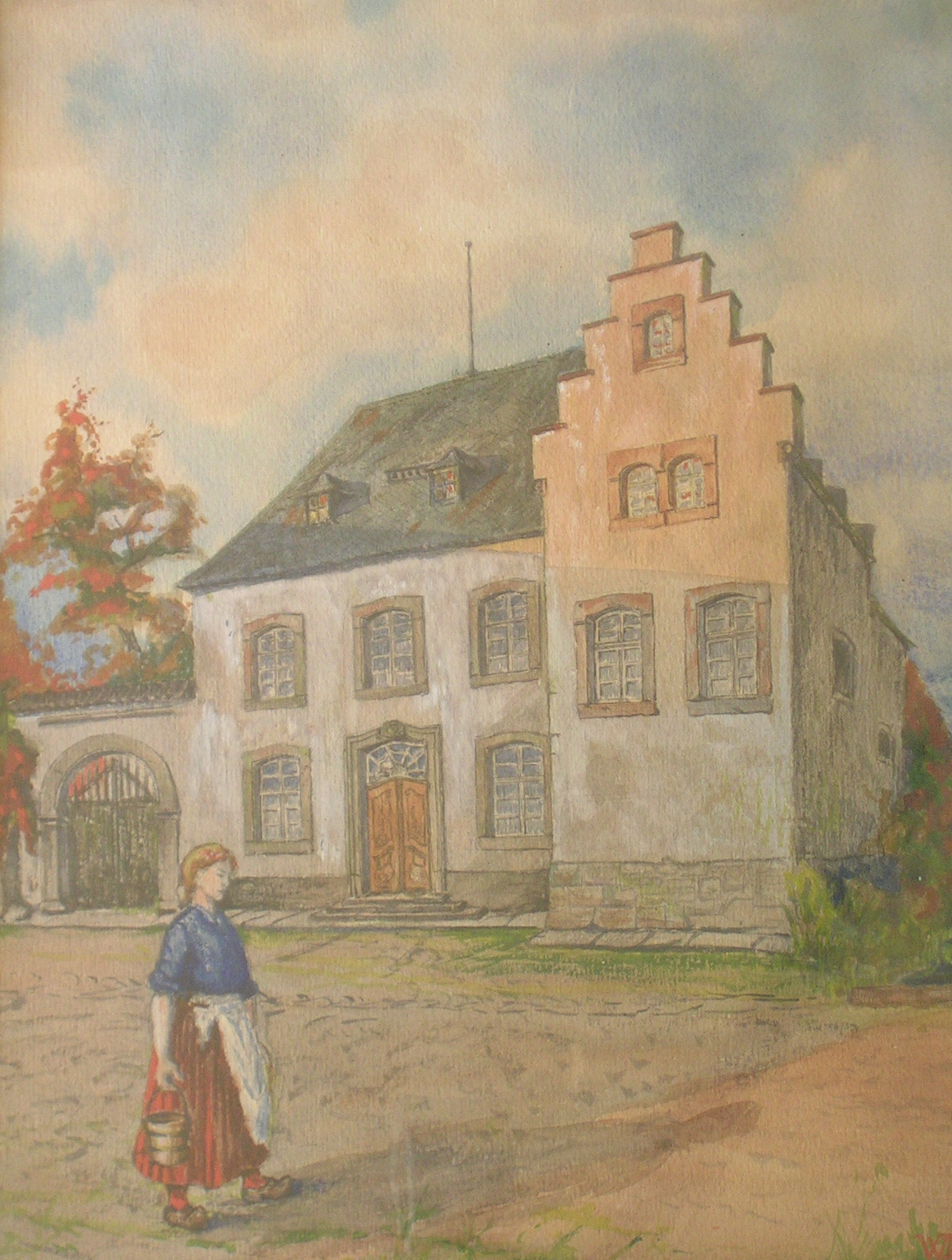
Historische Ansicht

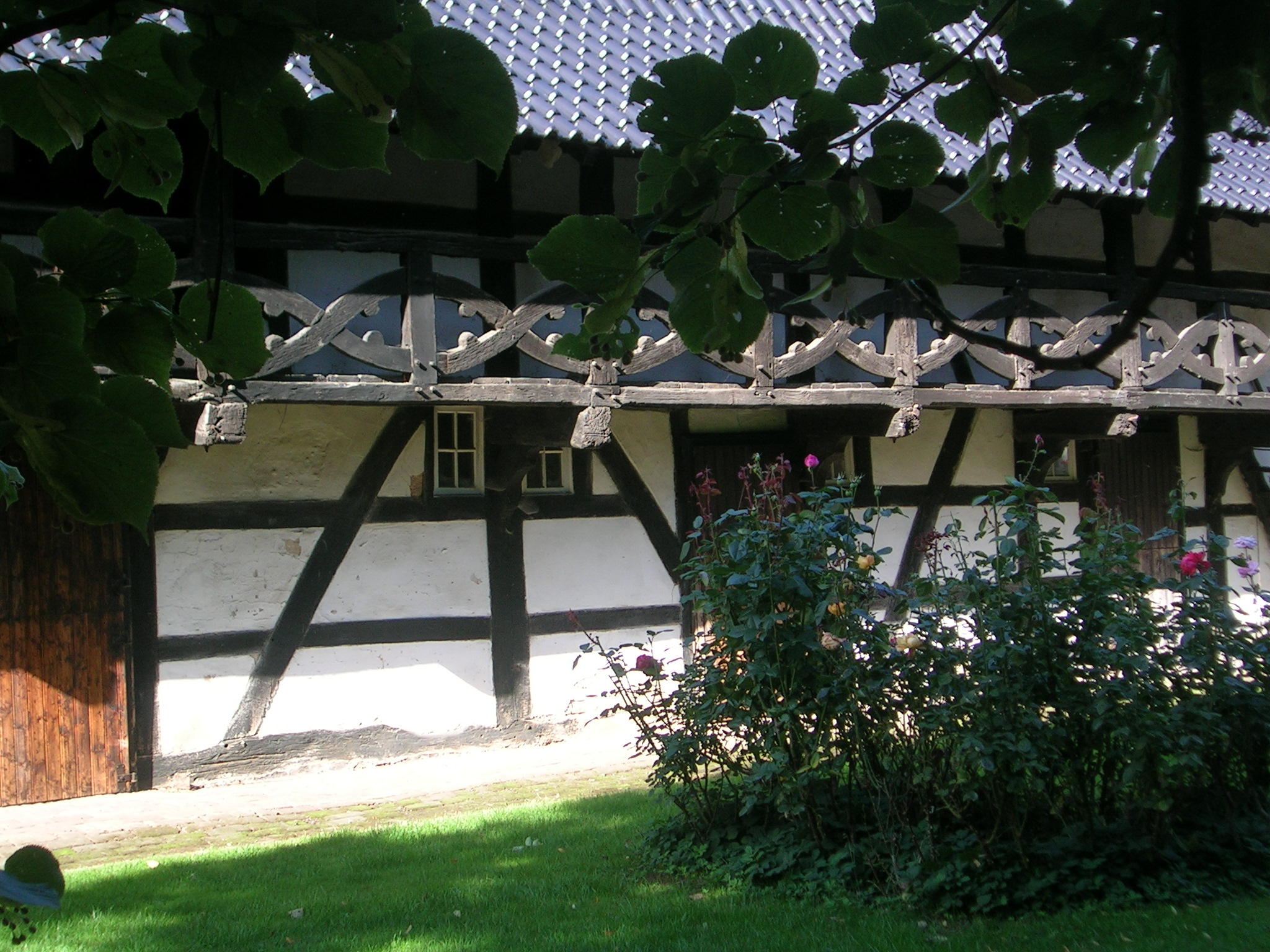
Ansicht des Galeriegebäudes

Die Entstehung dieser Burg in Bürvenich lässt sich nicht exakt datieren. Ihre Lage unmittelbar an der ehemaligen römischen Fernstraße Köln-Zülpich-Reims lässt auf einen spätrömischen Ursprung schließen. Sicher ist um 1166 ein Theodoricus von Bürvenich aus einem Ortsadelsgeschlecht urkundlich nachweisbar.
Im Lauf des 12. Jahrhunderts geht die Burg in den Besitz der Grafen von Maubach und anschließend in den Besitz der Grafen von Jülich als deren Erben und Nachfolger über. Nach Gründung des Zisterzienserklosters in Bürvenich diente die damals etwa 500 Meter vom Dorf entfernt gelegene Burganlage dem Schutz des Klosters und blieb bis 1764 im Besitz des jülicher Herrscherhauses.
Mit Einführung des bergisch-jülischen Landrechts 1555 wurde die Wildenburg Gerichtssitz für Bürvenich sowie zehn weitere Dörfer. 1619 brannte ein Großteil des Klosters ab. Im Zug des Neuaufbaus des Klosters unter der Äbtissin Catharina von Wevorden wurde auch die Wildenburg 1655 unter Einbeziehung der mittelalterlichen Bausubstanz umgestaltet. Sie war um diese Zeit wahrscheinlich Wohnsitz der Äbtissinnen.
1764 kaufte der letzte Vogt, Carl Caspar Rudolph Trimborn, die Anlage und gab ihr im Großen und Ganzen die heutige Gestalt. Eine Zutat aus der vorletzten Jahrhundertwende stellen die Arkaden im Erdgeschoss des Turms zur Straßenseite dar.
Da die Wildenburg immer im Besitz der jülicher Herrscher war und nie Grundbesitz eines adeligen Rittergeschlechtes geworden ist, entwickelte sie sich auch nie zu standesgemäßer Größe.
Die Burg ist heute noch im Besitz der Trimborn-Nachfahren.

## Baubeschreibung
Die vierflügelige, um einen Innenhof gruppierte Anlage besteht aus einem Wohnhaus mit anschließendem Torbogen und nordwestlich anschließendem Wirtschaftshof. Im Südwesten liegt ein von Bruchsteinmauern eingefriedeter Hausgarten, im Nordwesten eine große mauerumzogene Wiese, die ehemals ein parkartig angelegter Baumgarten war.
Das Haupthaus ist ein zweigeschossiger zweiflügeliger Bruchsteinbau mit hohem Dach. Der Kern des Hauses stammt aus dem 17. Jahrhundert.
Eine Besonderheit ist der Stall. Seine Fachwerkhofseite von 1655 besitzt noch die originale weit vorgekragte hölzerne Galerie.